# پومی‌سمرونگ
پومی‌سمرونگ شهری در کشور کامبوج است که جزو تقسیمات اداری ادارمن‌سی محسوب می‌شود و جمعیت آن براساس سرشماری سال ۱۹۹۸ میلادی ۲۲٫۳۶۱ نفر بوده که در سال ۲۰۰۵ میلادی به ۳۲٫۰۳۰ نفر افزایش یافته‌است.